# Olympus Mons
Olympus Mons är planeten Mars största vulkan, och det högsta kända berget i solsystemet och hittills funnet i universum. Det har ansetts som solsystemets största vulkan men när man 2013 upptäckte att Tamu-massivet på jorden består av en enda vulkan kan den vara större. (storleksmässigt, inte höjdmässigt).

## Upptäckt
Olympus Mons namngavs först av Giovanni Schiaparelli 1879. Han kallade formationen Nix Olympica; nix betyder “snö” på latin. Med jordbundna teleskop kunde blott regioner med olika albedo urskiljas, inte geologiska formationer med olika topografi. År 1971 tog Mariner 9 bilder som visade att formationen var en stor vulkan, och namnet ändrades till Olympus Mons.

## Geologi
Berget är cirka 22-27 km högt. Berget ligger i en 2 km djup sänka och reser sig därför 25 km över medelhöjden på Mars. Det atmosfäriska trycket vid toppen är endast 12 % av trycket vid medelhöjden. Berget är runt 550 km brett.
Olympus Mons är en sköldvulkan, och har alltså bildats genom att lättflytande lava strömmat ut ur vulkanen under en lång tid. Detta innebär att vulkanen blir mycket mer vidsträckt än hög. Olympus Mons sluttningar är alltså inte särskilt branta. Mars har inte plattektonik så markytan står stilla över en hetfläck under väldigt lång tid.
2004 tog Mars Express bilder av lavaflöden som inte verkar vara äldre än 2 miljoner år, vilket ur ett geologiskt perspektiv är att betrakta som ungt. Detta gör att man inte kan utesluta att det fortfarande förekommer vulkanisk aktivitet. Aktiviteten är dock under alla omständigheter numera mycket begränsad.